# Clossiana dorensis
Clossiana dorensis är en fjärilsart som beskrevs av Pierre Réal 1950. Clossiana dorensis ingår i släktet Clossiana och familjen praktfjärilar. Inga underarter finns listade i Catalogue of Life.